# Consejo Nacional Judío
El Consejo Nacional judío (CNJ, por sus siglas en inglés JNC; en hebreo: ועד לאומי‎: , Va'ad Le'umi), conocido también como Consejo del Pueblo judío, era la principal institución ejecutiva nacional de la comunidad judía (Yishuv) durante el Mandato británico de Palestina, responsable de educación, gobierno local, bienestar, seguridad y defensa.

## Historia
El CNJ se estableció en 1920, el mismo año que el Histadrut y la Haganá, se fundó para dirigir los asuntos comunitarios judíos. Su primer director fue Rabbi Abraham Isaac Kook. Los asuntos comunitarios judíos eran dirigidos generalmente a través de una jerarquía de organizaciones representantes, incluido el CNJ. Otra de esas organizaciones era  Asamblea de representantes, que tenía trescientos miembros seleccionados entre los integrantes del Consejo Nacional.
Los miembros del CNJ participaban también en reuniones del Consejo General Sionista. La organización  representaba a casi todas las principales facciones judías. Sin embargo, algunos grupos menores, objetaron a la creación de un liderazgo centralizado. En particular, Agudat Israel no se unió hasta 1935.[cita requerida] No se anunció hasta 1946 que los judíos sefardíes y los revisionistas sionistas, cesarían en su rechazo a participar en el CNJ.

### Papel en el establecimiento de Israel
La sección política del CNJ fue responsable de las relaciones con los  árabes, enlaces con la  Agencia Judía par la Tierra de Israel y negociaciones con el gobierno británico. Mientras  la comunidad yishuv crecía, el CJN asumía mayores funciones, tal como  educación, sanidad, servicios sociales, defensa interna y asuntos de seguridad. Organizaron también el reclutamiento de fuerzas para los británicos durante la Segunda  Guerra Mundial. 
En la década de 1940, se añadieron departamentos para formación física, cultura, prensa e información.[cita requerida]
El informe de la investigación del Comité anglo-americano de investigación decía en1946:

Los judíos han desarrollado, bajo el patrocinio de la Agencia Judía y del CNJ, una robusta y coesionada comunidad. Por tanto existe un virtual y no territorial estado con sus propios órganos legislativos y ejecutivos...

Cuando fue  establecido el Estado de Israel en 1948, esta estructura departamental sirvió como base para los ministerios del gobierno. El 2 de marzo de 1948, el  nuevo Consejo  Judío dijo:

Comienza el trabajo de organización del nuevo gobierno provisional judío.

El 14 de mayo de 1948, (día de expiración del Mandato Británico), sus  miembros se reunieron en el Museo de Arte de  Tel Aviv y ratificaron  la declaración de establecimiento del Estado de Israel. Los miembros del CNJ formaron el Gobierno provisional del naciente estado de Israel.

## Secciones
- Sección  Política
- Sección de Educación
- Sección de Sanidad
- Sección  de comunidades
- Sección de Rabinato
- Sección Servicios Sociales

## Presidentes
- 1920–1929 David Yellin
- 1929–1931 Pinhas Rutenberg
- 1931–1944 Yitzhak Ben-Zvi
- 1944–1948 David Remez